# Wish (album de The Cure)
Pour les articles homonymes, voir Wish.
Albums de The Cure
Mixed Up
(1990) Show
(1993)
Singles
1. High
Sortie : 16 mars 1992[5]
2. Friday I'm in Love
Sortie : 11 mai 1992[6]
3. A Letter to Elise
Sortie : 5 octobre 1992[7]

Wish est le neuvième album studio du groupe britannique de rock The Cure sorti le 21 avril 1992. 
Globalement bien accueilli par la critique, Wish est l'un des plus grands succès commerciaux du groupe, si ce n'est leur plus grand, avec plus de 2 500 000 exemplaires vendus dans le monde.
Il se classe en tête des ventes au Royaume-Uni et en Australie et culmine à la 2e place du Billboard 200 aux États-Unis.
Il génère trois singles, High, Friday I'm in Love et A Letter to Elise, qui ont les honneurs des hit-parades dans plusieurs pays et reçoit une nomination aux Grammy Awards. 
Le 25 novembre 2022, Wish est réédité, à l'occasion du trentième anniversaire de sa sortie, dans une version remastérisée agrémentée de nombreux bonus (titres instrumentaux, démos, remixes).

## Genèse

### Prémices
En novembre 1990,  la compilation de remixes Mixed Up vient de sortir et Robert Smith a dans l'idée d'enregistrer un EP dans la même veine de remix. Le groupe investit donc avec l'ingénieur du son Steve Whitfield, le studio Live House situé dans le comté britannique des Cornouailles et enregistre les démos de quatre nouvelles chansons : A Letter to Elise, Wendy Time, Away et The Big Hand. Mais Robert Smith n'est pas satisfait du résultat et le projet de EP n'aboutit pas. 
En janvier 1991, le groupe joue plusieurs fois en public à Londres. Tout d'abord lors d'un concert secret donné sous le nom de 5 Imaginary Boys, le 17 janvier au Town and Country Club 2, petite salle dont la capacité n'excède pas 350 personnes, où les quatre nouvelles chansons font partie de celles interprétées ce soir là. Il se produit ensuite au Wembley Arena le 19 janvier dans le cadre du festival Great British Music Weekend. Le 23 janvier, il passe dans l'émission télévisée The Jonathan Ross Show, et le 24 janvier il enregistre un MTV Unplugged dans les studios londoniens de la chaîne de télévision MTV.
Au mois de février 1991, The Cure est sacré meilleur groupe britannique lors de la 11e cérémonie des Brit Awards où il interprète le titre Never Enough,.
Ces prestations ont été filmées et des extraits figurent dans le documentaire The Cure Play Out réalisé par Peter Fowler qui sort en cassette vidéo en décembre 1991.

### Enregistrement
Le groupe est à présent bien décidé à s'atteler à la conception d'un nouvel album. Après deux séances de travail aux studios Live House et Farmyard qui donnent une quarantaine de chansons, le groupe, en compagnie du producteur Dave Allen, s'installe pour six mois, à partir de septembre 1991, dans le Manor Studio situé à proximité d'Oxford où il finalise 25 morceaux dont plusieurs instrumentaux, avec l'intention de produire deux albums. Le premier, dont le titre de travail est Higher, s'orienterait vers un son à dominante de guitares, le second, Music for Dreams, serait entièrement instrumental avec des morceaux lents et aériens.

« On a fait des chansons pour deux albums. 25 en tout. Au début, on avait pensé enchaîner avec un album instrumental, des morceaux longs et atmosphériques. Mais on sortira trois singles de l'album auxquels on ajoutera deux inédits à chaque fois; les six ou sept chansons restantes serviront de base à cet album instrumental qu'on terminera après la tournée. »

— Robert Smith
Music for Dreams ne sera jamais réalisé. À la place, un EP de quatre instrumentaux intitulé Lost Wishes verra le jour en novembre 1993 au format cassette audio uniquement disponible par correspondance via le label Fiction Records.
Si le précédent album studio, Disintegration, publié en mai 1989, laissait une place prédominante aux claviers, ce nouvel opus s'oriente vers un son plus cru faisant la part belle aux guitares électriques, dans la lignée du single Never Enough sorti en septembre 1990. 
Le départ du claviériste Roger O'Donnell, au début de 1990, puis son remplacement par l'ancien roadie Perry Bamonte, qui est davantage un guitariste qu'un claviériste, ont joué dans le choix de l'orientation musicale.

« Il y a eu l'arrivée de Perry qui est un supposé clavier mais qui en fait est un guitariste(...) il n'y a plus personne vraiment pour jouer des claviers. Et nos guitares se sont liées naturellement. Ça nous a amenés à une musique plus physique. »

— Robert Smith
L'écoute de groupes de la scène shoegaze, notamment My Bloody Valentine et l'album Loveless sorti en novembre 1991, pour lequel le chanteur de The Cure n'a jamais caché son admiration, a également influencé l'élaboration de l'album,,.

« Le matin au réveil on se mettait des disques pour commencer du bon pied, des trucs du moment (...) Ride, Nirvana, Levitation, Curve, My Bloody Valentine ou des vieux Bowie. »

— Robert Smith
Douze chansons sont  finalement retenues pour figurer sur l'album. Parmi elles on en retrouve trois issues des sessions de  novembre 1990, retravaillées. Il s'agit de A Letter to Elise, Wendy Time et Cut initialement intitulée Away. La quatrième chanson des sessions de novembre 1990, The Big Hand, est destinée à devenir une face B.
Selon Bertrand Dermoncourt dans son ouvrage The Cure de A à Z, Open, From the Edge of the Deep Green Sea, Cut et End sont les chansons qui ont le son le plus noisy, Apart, Trust, A Letter to Elise, To Wish Impossible Things sont des morceaux assez sombres apportant une certaine densité émotionnelle à l'album, tandis que High, Wendy Time, Doing the Unstuck, Friday I'm in Love prolongent la tradition pop du groupe.
Six autres chansons, This Twilight Garden, Play, Halo, Scared as You, The Big Hand et A Foolish Arrangement, non sélectionnées pour l'album, fourniront les face B des trois singles prévus.
Après l'abandon du titre de travail, Higher, Robert Smith avait envisagé d'intituler l'album Swell, qui était également le titre de la chanson de clôture. Mais celle-ci a été changée et retitrée End. C'est finalement Wish qui est choisi, faisant écho à la chanson To Wish Impossible Things.
Le mixage de Wish est réalisé par Mark Saunders aux studios Olympic à Londres.

## Sortie et accueil
Wish sort mondialement le 21 avril 1992. Il est distribué par le label Fiction Records au Royaume-Uni ainsi qu'en Europe continentale avec Polydor, Elektra Records en Amérique du Nord, East West Records en Océanie.

### Succès commercial
Dès sa sortie, il entre directement à la première place du classement hebdomadaire des ventes d'albums au Royaume-Uni et en Australie,. Aux États-Unis, il entre à la 2e place du Billboard 200, devancé par Adrenalize de Def Leppard. Ces classements sont une première dans l'histoire du groupe. Aucun de ses albums suivants ne reproduira ces résultats.
Il entre dans le Top 10 de plusieurs pays.
Avec des ventes mondiales situées entre 2 500 000 et 3 000 000 d'exemplaires, Wish est un des albums les plus vendus de la carrière du groupe,,.

### Distinction
Wish obtient une nomination lors de la 35e cérémonie des Grammy Awards pour le prix du meilleur album de musique alternative qui est remporté par Bone Machine de Tom Waits.

## Singles
Trois chansons sont extraites de Wish: High, Friday I'm in Love et A Letter to Elise. Elles font l'objet de single et maxi single en CD et vinyle offrant des remixes et des chansons non sélectionnées pour l'album en face B.
Le premier single publié est High le 16 mars 1992, soit un peu plus d'un mois avant l'album. This Twilight Garden et Play en sont les titres en face B. Il arrive en tête du classement Alternative Songs de Billboard aux États-Unis, et entre dans le classement des ventes de plusieurs pays,. Au Royaume-Uni, il se classe à la 8e place du UK Singles Chart. 
Friday I'm in Love est sorti le 11 mai 1992, accompagné de Halo et Scared as You. Aux États-Unis, il est numéro 1 de l'Alternative Songs de Billboard et se classe 18e dans le Billboard Hot 100, au Canada il culmine à la 3e place,,. Au Royaume-Uni, il atteint la 6e place du hit-parade national et, avec 600 000 exemplaires écoulés, est certifié disque de platine,. C'est également un succès commercial dans plusieurs pays d'Europe, en Australie et en Nouvelle-Zélande.
A Letter to Elise est sorti le 5 octobre 1992, avec The Big Hand et A Foolish Arrangement qui occupent la face B. Il obtient moins de succès que les deux premiers singles. Si au Royaume-Uni, il ne dépasse pas la 28e place du classement des ventes, aux États-Unis il monte jusqu'à le 2e place de l'Alternative Songs de Billboard,. 

## Pochette
Comme la plupart des pochettes des disques de The Cure, celle de Wish est réalisée par Porl Thompson et le graphiste et directeur artistique Andy Vella sous le nom de Parched Art dont le logo est une tasse posée sur une soucoupe.
Sur un fond rouge dominant, se détache un disque bleu émaillé de blanc dont le centre est marqué par cinq traits noirs disposés en étoile. Autour du disque sont tracés ce qui ressemble à des doigts au bout desquels s'ouvrent des yeux ainsi qu' un dessin évoquant quelque animal aux ailes déployées.
Le titre de l'album est inscrit dans l'angle supérieur droit à côté du nom du groupe. Celui-ci apparaît sous la forme d'un logotype construit à partir d'une représentation de la lettre C reproduite quatre fois et disposée de manière à composer le mot CURE. L'article « The » est absent, une première sur une pochette de disque du groupe. Ce logo est également présent sur les pochettes des singles tirés de Wish et celles des albums live Show et Paris sortis en 1993.

## Tournée
Le jour même de la sortie de l'album, le 21 avril 1992,  le groupe se produit sur la scène du St. Georges Hall à Bradford en Angleterre, donnant le coup d'envoi au Wish Tour, grande tournée comprenant 111 dates à travers le Royaume-Uni, les États-Unis, le Canada, le Mexique, la Nouvelle-Zélande, l'Australie, la Norvège, la Finlande, la Suède, le Danemark, les Pays-Bas, la Belgique, l'Allemagne, l'Autriche, la Suisse, la France, l'Italie, l'Espagne et l'Irlande avec le dernier concert à Dublin le 3 décembre 1992.
La tournée est marquée par l'absence du bassiste Simon Gallup pendant plusieurs concerts du 2 au 21 novembre. Atteint d'une pleurésie, il est provisoirement remplacé par Roberto Soave qui avait joué avec le groupe Shelleyan Orphan quand celui-ci avait assuré la première partie des concerts de The Cure en 1989.   
Porl Thompson quant à lui quitte The Cure après la tournée, pour se consacrer à d'autres projets artistiques.
Deux albums live et une vidéo ont été enregistrés pendant le Wish Tour. Le double CD Show et la cassette vidéo correspondante du même titre, captés au Palace of Auburn Hills aux États-Unis en juillet 1992  qui sortent simultanément en septembre 1993, et le CD simple Paris, témoignage des concerts donnés en octobre 1992 au Zénith de Paris et sorti en octobre 1993.

## Réédition30eanniversaire
Wish est remastérisé en 2022 par Robert Smith et Miles Showell aux studios Abbey Road à Londres. Il ressort le 25 novembre 2022 aux formats CD simple et double vinyle avec une liste des chansons identique à l'édition originale, ainsi que dans une version Deluxe spéciale 30e anniversaire de 3 CD comportant des inédits ainsi que les quatre instrumentaux sortis en 1993 sur la cassette audio Lost Wishes, qui est également rééditée pour l'occasion,.
Cette réédition permet à Robert Smith de retravailler le son de l'album dont il n'avait jamais été totalement satisfait. Trop occupé alors à préparer la grande tournée à venir, il n'avait pas pu superviser le mastering comme il l'entendait,.

## Liste des titres
Tous les titres sont écrits par Robert Smith et composés par Perry Bamonte, Simon Gallup, Robert Smith, Porl Thompson et Boris Williams.
Édition originale
| 1.    | Open                                | 6:51 |
| 2.    | High                                | 3:37 |
| 3.    | Apart                               | 6:39 |
| 4.    | From the Edge of the Deep Green Sea | 7:44 |
| 5.    | Wendy Time                          | 5:13 |
| 6.    | Doing the Unstuck                   | 4:24 |
| 7.    | Friday I'm in Love                  | 3:38 |
| 8.    | Trust                               | 5:33 |
| 9.    | A Letter to Elise                   | 5:14 |
| 10.   | Cut                                 | 5:55 |
| 11.   | To Wish Impossible Things           | 4:43 |
| 12.   | End                                 | 6:46 |
| 65:42 |                                     |      |

Réédition 30e anniversaire
CD1 : the 1992 Wish album
Liste identique à celle de l'album original
| 1.  | The Big Hand (1990 demo)                      | 4:38 |
| 2.  | Cut (1990 demo aka Away)                      | 3:31 |
| 3.  | A Letter to Elise (1990 demo)                 | 5:01 |
| 4.  | Wendy Time (1990 demo)                        | 5:13 |
| 5.  | This Twilight Garden (instrumental demo)      | 3:25 |
| 6.  | Scared As You (instrumental demo)             | 2:33 |
| 7.  | To Wish Impossible Things (instrumental demo) | 3:33 |
| 8.  | Apart (instrumental demo)                     | 3:38 |
| 9.  | T7 (instrumental demo)                        | 2:40 |
| 10. | Now Is the Time (instrumental demo)           | 2:20 |
| 11. | Miss van Gogh (instrumental demo)             | 2:48 |
| 12. | T6 (instrumental demo)                        | 3:14 |
| 13. | Play (instrumental demo)                      | 2:28 |
| 14. | A Foolish Arrangement (instrumental demo)     | 2:28 |
| 15. | Halo (instrumental demo)                      | 3:06 |
| 16. | Trust (instrumental demo)                     | 4:02 |
| 17. | Abetabw (instrumental demo)                   | 2:26 |
| 18. | T8 (instrumental demo)                        | 2:17 |
| 19. | Heart Attack (instrumental demo)              | 2:41 |
| 20. | Swing Change (instrumental demo)              | 2:10 |
| 21. | Frogfish (instrumental demo)                  | 2:35 |

| 1.  | Uyea Sound (Dim-D Mix - Lost Wishes)                    | 5:28 |
| 2.  | Cloudberry (Dim-D Mix - Lost Wishes)                    | 5:22 |
| 3.  | Off To Sleep... (Dim-D Mix - Lost Wishes)               | 3:47 |
| 4.  | The Three Sisters (Dim-D Mix - Lost Wishes)             | 4:12 |
| 5.  | A Wendy Band (instrumental)                             | 3:47 |
| 6.  | From the Edge of the Deep Green Sea (Partscheckruf Mix) | 7:36 |
| 7.  | Open (Fix Mix)                                          | 6:51 |
| 8.  | High (Higher Mix)                                       | 7:15 |
| 9.  | Doing the Unstuck (Extended 12-inch Mix)                | 5:54 |
| 10. | Friday I'm in Love (Strangelove Mix)                    | 5:29 |
| 11. | A Letter to Elise (Blue Mix)                            | 6:36 |
| 12. | End (Paris Live 92)                                     | 8:38 |

## Musiciens
D'après les crédits mentionnés dans le livret du CD:
- Robert Smith : chant, guitares, basse 6 cordes, claviers
- Simon Gallup : basse, claviers
- Porl Thompson : guitares
- Boris Williams : batterie, percussions
- Perry Bamonte : guitares, basse 6 cordes, claviers

## Musicienne additionnelle
- Kate Wilkinson : alto sur To Wish Impossible Things

## Classements

### Classements hebdomadaires
| Classement (1992)             | Meilleure place |
| ----------------------------- | --------------- |
| Allemagne (Media Control AG)  | 6               |
| Australie (ARIA)              | 1               |
| Autriche (Ö3 Austria Top 40)  | 14              |
| Canada (RPM Top Albums)       | 12              |
| États-Unis (Billboard 200)    | 2               |
| France (IFOP)                 | 17              |
| Italie (FIMI)                 | 7               |
| Norvège (VG-lista)            | 7               |
| Nouvelle-Zélande (RIANZ)      | 3               |
| Pays-Bas (Mega Album Top 100) | 22              |
| Royaume-Uni (UK Albums Chart) | 1               |
| Suède (Sverigetopplistan)     | 10              |
| Suisse (Schweizer Hitparade)  | 8               |

| Classement (2022)                   | Meilleure place |
| ----------------------------------- | --------------- |
| Allemagne (Media Control AG)        | 4               |
| Australie (ARIA)                    | 42              |
| Autriche (Ö3 Austria Top 40)        | 27              |
| Belgique (Flandre Ultratop)         | 9               |
| Belgique (Wallonie Ultratop)        | 5               |
| Danemark (Tracklisten)              | 23              |
| Écosse (OCC)                        | 7               |
| Espagne (Promusicae)                | 21              |
| États-Unis (Billboard 200)          | 45              |
| États-Unis (Top Alternative Albums) | 5               |
| États-Unis (Top Rock Albums)        | 8               |
| États-Unis (Vinyl Albums)           | 8               |
| Finlande (Suomen virallinen lista)  | 17              |
| Irlande (Irish Albums Chart)        | 21              |
| Italie (FIMI)                       | 30              |
| Pays-Bas (Mega Album Top 100)       | 18              |
| Portugal (AFP)                      | 36              |
| Royaume-Uni (UK Albums Chart)       | 9               |
| Suède (Sverigetopplistan)           | 42              |
| Suisse (Schweizer Hitparade)        | 5               |

### Classements annuels
| Classement (1992)                     | Position |
| ------------------------------------- | -------- |
| Allemagne (Media Control AG)          | 35       |
| États-Unis (Billboard 200)            | 55       |
| Europe (Music & Media)                | 28       |
| Nouvelle-Zélande (RIANZ)              | 32       |
| Royaume-Uni (Official Charts Company) | 82       |

## Certifications
| Pays                    | Certifications | Date       | Unités certifiées |
| ----------------------- | -------------- | ---------- | ----------------- |
| Australie (ARIA)        | Platine        | 2000       | 70 000            |
| Canada (Music Canada)   | Or             | 20/05/1992 | 50 000            |
| États-Unis (RIAA)       | Platine        | 16/06/1992 | 1 000 000         |
| Nouvelle-Zélande (RMNZ) | Or             | 1992       | 7 500             |
| Royaume-Uni (BPI)       | Or             | 01/05/1992 | 100 000           |
| Suisse (IFPI)           | Or             | 1993       | 25 000            |